# Conjuration des Barons
Pour les articles homonymes, voir Baron.

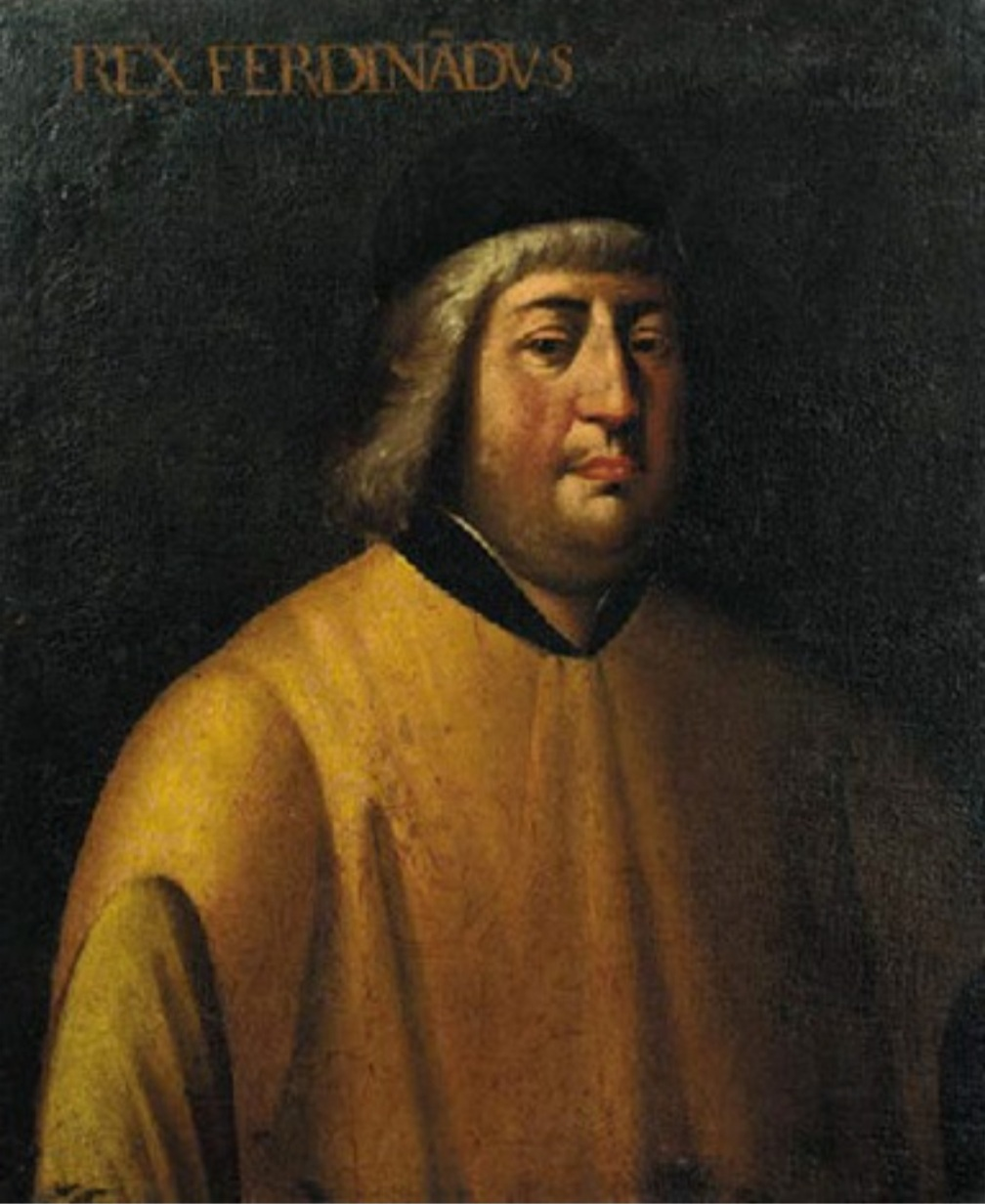
Le roi Ferdinand I^{er} de Naples.

La conjuration des barons est une série de révoltes aristocratiques menées d'abord dans les années 1460, puis de 1485 à 1486 contre le roi de Naples Ferdinand Ier. Il s'agissait de combattre la volonté royale de consolidation de l'État en rognant les particularisme féodaux et en affermissant l'autorité de la couronne.

## La crise de succession (1458-1464)
Une première confrontation entre les barons napolitains et la couronne naît après la mort d'Alphonse le Magnanime, roi de Naples et d'Aragon, dès 1458. Son fils et héritier, Ferdinand, doit d'abord combattre les prétentions de Jean, duc de Calabre, fils de René d'Anjou, qui revendique les droits de la maison d'Anjou sur le trône de Naples. Vaincu d'abord sur le Sarno (it) (1460), Ferdinand est vainqueur à Troia (Italie) en 1462.
Peu à peu, il parvint à éteindre l'agitation des provinces, grâce à l'appui d'une armée de 1 000 fantassins et de 700 chevaliers conduits par le mercenaire albanais Skanderbeg. Ce premier conflit, également connu sous le nom de « première bataille des barons », s'achève par une nette victoire du roi, qui reçoit en 1464 la soumission de tous les barons napolitains. Le monarque peut dès lors engager sa politique centralisatrice.

## La conjuration des barons (1485-1486)
Deux décennies plus tard, en 1485, lassés du gouvernement de Ferdinand, plusieurs barons napolitains fomentent un nouveau complot contre le roi et son fils et héritier. Parmi eux, le prince de Salerne, Antonello Sanseverino, regroupe plusieurs grands seigneurs favorables aux Angevins, notamment Antonello Petrucci (it), secrétaire du roi, et Francesco Coppola (it), prince de Sarno. Le 26 septembre, ils prennent possession de la ville de L'Aquila dans les Abruzzes, massacrent la garnison et hissent la bannière du pape. Ils sont en effet très vite soutenus par le nouveau pontife. L'année précédente, Innocent VIII, tout juste élu par le conclave, n'avait en effet pu réagir aux annexions par Naples des enclaves pontificales de Bénévent, Terracina et Pontecorvo. Profitant de cette révolte féodale, il déclare la guerre à Ferdinand le 14 octobre 1485.
La conjuration échoue cependant. Le château de San Severino subit deux sièges, et Antonello capitule en 1486 entre les mains du comte de Noia. Le roi semble alors pardonner aux rebelles, et le 11 août 1486 un accord est passé entre le pape et le roi. Deux jours plus tard, Ferdinand fait arrêter Francesco Coppola et Antonello Petrucci et les traduit en justice. Seul le prince de Salerne, Antonello Sanseverino, échappe au piège : il s'enfuit en France, à la cour de Charles VIII, et sera l'un des plus ardents promoteurs de l'entrée en guerre du roi de France qui, quelques années plus tard, détrônera Ferdinand dans le cadre de la première guerre d'Italie.
Cet article comprend des extraits du Dictionnaire Bouillet. Il est possible de supprimer cette indication, si le texte reflète le savoir actuel sur ce thème, si les sources sont citées, s'il satisfait aux exigences linguistiques actuelles et s'il ne contient pas de propos qui vont à l'encontre des règles de neutralité de Wikipédia.